# Scammell

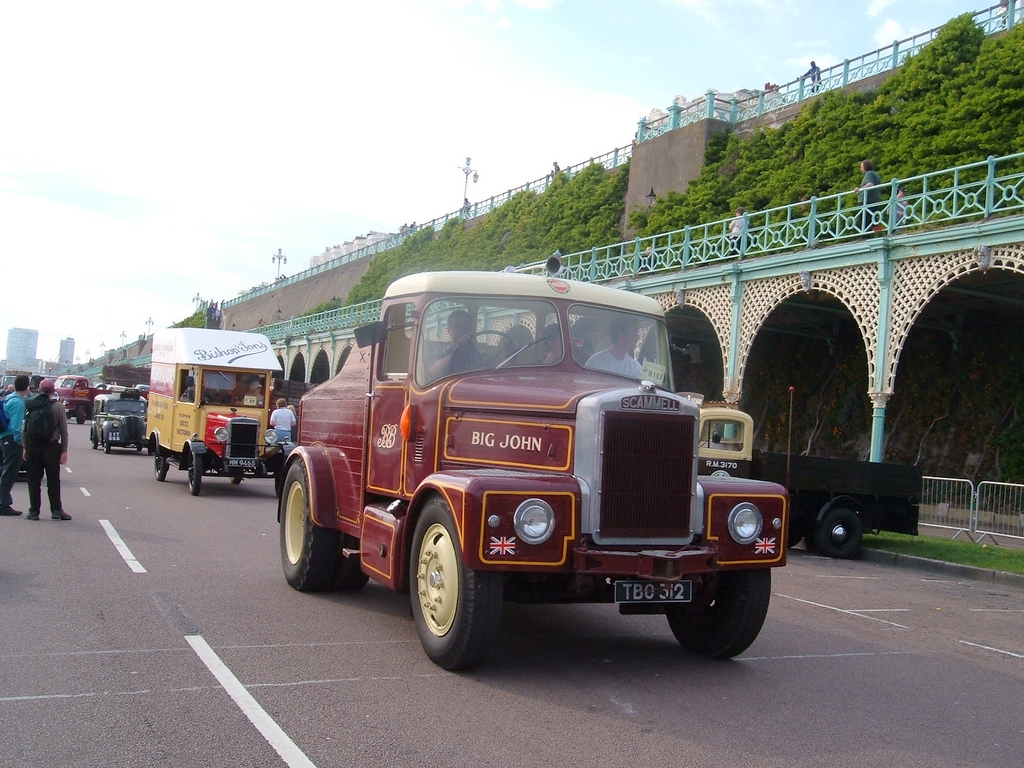
Scammell-Zugmaschine

Scammell war ein britischer Hersteller für Zugmaschinen, schwere Lastkraftwagen und geländegängige Militärfahrzeuge für schwere Lasten.

## Geschichte
Die Ursprünge der Unternehmensgeschichte beginnen 1837 in der Fashion Street, Bethnal Green (London) mit dem Stellmacher George Scammel. Ende des 19. Jahrhunderts verlegte Scammel seinen Betrieb in den Londoner Stadtteil Spitalfields. Nach und nach vergrößerte sich das Unternehmen und 1893 wurde sein Neffe Alfred in den Betrieb aufgenommen und der Firmenname auf „G. Scammell & Nephew“ geändert. George Scammel verstarb 1874. Im Jahr 1881 waren 70 Arbeiter auf der Gehaltsliste. Um 1900 hatte der Betrieb eine gute Auftragslage im Neufahrzeugbau sowie mit Reparatur und Wartung von Kundenfahrzeugen, wobei Dampf- und Lastkraftwagen des Herstellers Foden einen Schwerpunkt bildeten. Alfred George Scammell, der Sohn von Alfred, war ab 1910 als Betriebsdirektor im Unternehmen das bei Ausbruch des Ersten Weltkrieges für größere Aufträge gerüstet war. Die Geschäfte entwickelten sich weiter und 1919 stellte Scammell die erste Sattelzugmaschine vor. 1922 wurde für den Lkw-Bau die Firma Scammell Lorries Ltd in Watford gegründet. Scammell konzentrierte sich auf den Bau von Schwerlastern und Zugmaschinen. 1933 wurde mit dem Mechanical Horse ein leichter dreirädriger Sattelschlepper für den Nahverkehr vorgestellt, der in verschiedenen Versionen bis 1968 gebaut wurde.
Mit dem Scammell Pioneer und Scammell Pioneer Semi-Trailer wurden spezielle Fahrzeuge zum Transport von beschädigten Panzern für den Einsatz im Zweiten Weltkrieg produziert.
1955 wurde Scammell in die Leyland Group integriert, das Programm wurde aber nicht geändert.

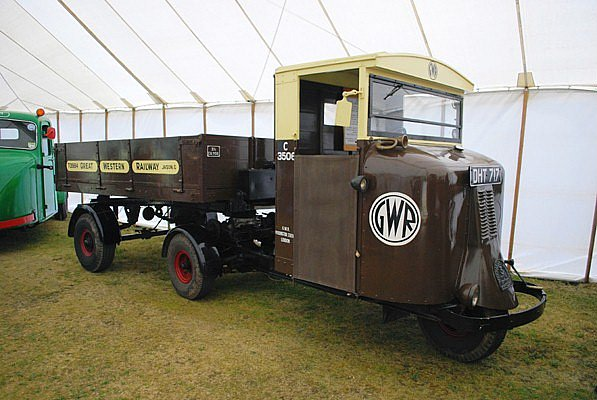
Scammell Mechanical Horse
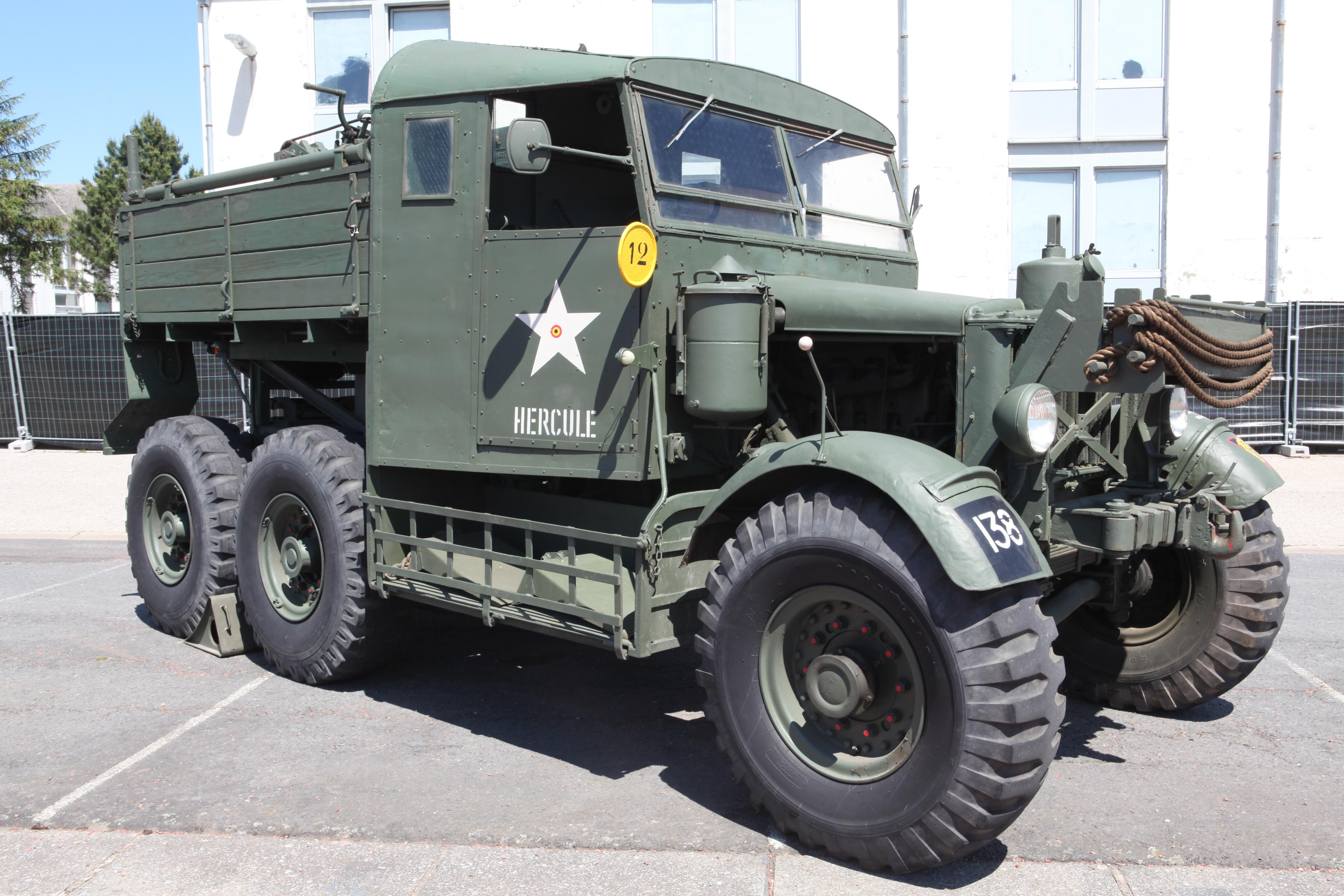
Scammell Pioneer
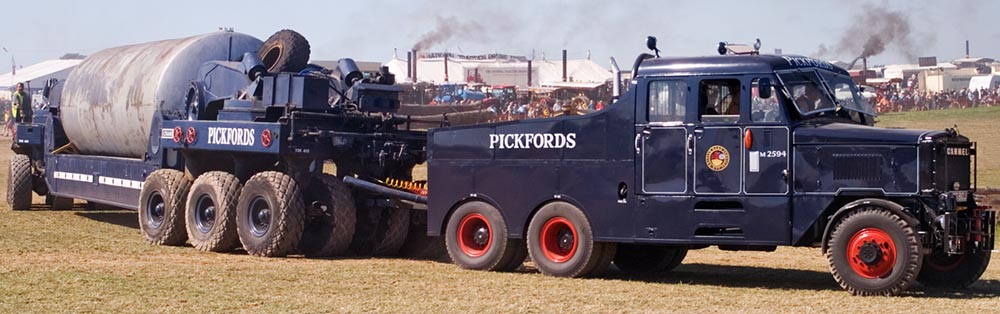
Scammel Constructor mit Schwerlastanhänger
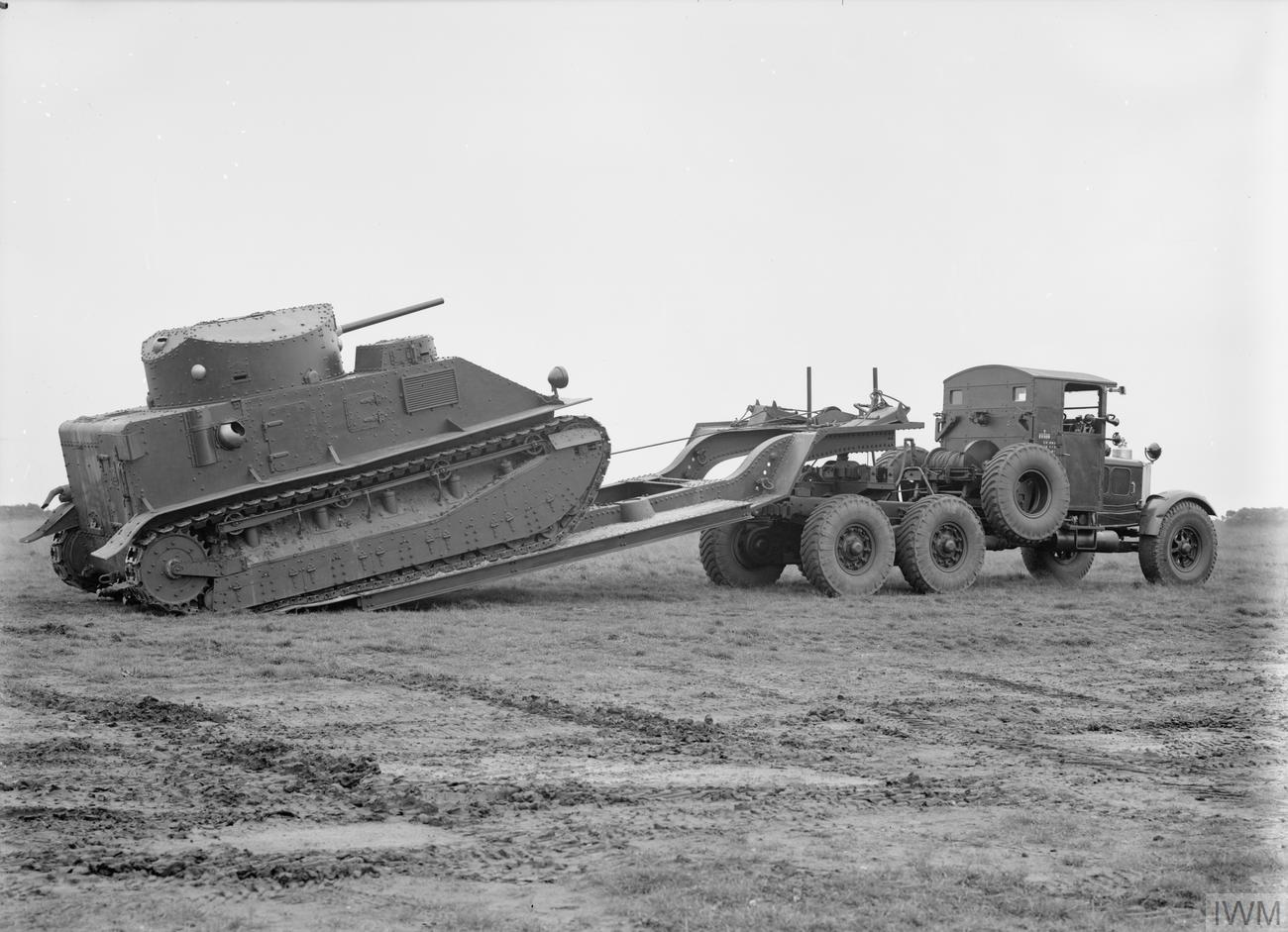
Scammell Panzertransporter

Das Modell Constructor zählte zu den wenigen westlichen Kraftfahrzeugen, die auch in die DDR eingeführt wurden. Der allradgetriebene, dreiachsige Constructor verfügte über 30 Tonnen Nutzlast und einen Sechszylinder-Dieselmotor von Rolls-Royce. Vom Modell Handyman Mark III wurde eine dreiachsige Sattelzugmaschine Trunker abgeleitet.
Nach der Übernahme von Leyland durch DAF endete die Produktion bei Scammell 1988.